# 伊万里市立国見中学校
伊万里市立国見中学校（いまりしりつ くにみちゅうがっこう）は佐賀県伊万里市東山代町長浜にある市立中学校。

## 概要

### 歴史
1958年（昭和33年）に以下の中学校2校が統合され開校。2018年（平成30年）には創立60周年を迎えた。
- 伊万里市立二里中学校
- 伊万里市立東山代中学校

### 校訓
「自主・誠実・勇気」

### 校章
中央に「中」の文字を置いている。

### 校歌
作詞は碇登志雄、作曲は陶山聡による。歌詞は3番まであり、1番に校名の「国見」が登場する。各番とも「若き日よ月よ」で終わる。

### 通学区域
- 伊万里市立二里小学校区
- 伊万里市立東山代小学校区[1]

## 沿革
旧・二里中学校
- 1947年（昭和22年）4月1日 - 学制改革（六・三制の実施）により、新制中学校「二里村立二里中学校」が発足。
  - 二里村国民学校の高等科と二里村青年学校の普通科が統合されたもの。
  - 当初、二里村立二里小学校併設の青年学校教室を使用。
- 1948年（昭和23年）から1951年（昭和26年）にかけて、中学校校舎が建設される。
- 1954年（昭和29年）4月1日 - 町村合併により、伊万里市が市制施行。これにより「伊万里市立二里中学校」に改称。
- 1958年（昭和33年）3月31日 - 統合のため閉校。

旧・東山代中学校
- 1947年（昭和22年）4月1日 - 学制改革（六・三制の実施）により、新制中学校「東山代村立第一中学校」が発足。
  - 東山代第一国民学校の高等科と東山代青年学校の普通科が統合されたもの。
  - 当初、東山代村立第一小学校に併設される（一部教室を借用）。
- 1948年（昭和23年）から1951年（昭和27年）にかけて、中学校校舎が建設される。
- 1950年（昭和25年）4月1日 - 「東山代村立東山代中学校」に改称。
- 1951年（昭和26年）- 学校図書館「明星館」が完成。
- 1954年（昭和29年）4月1日 - 町村合併により、伊万里市が市制施行。これにより「伊万里市立東山代中学校」に改称。
- 1958年（昭和33年）3月31日 - 統合のため閉校。

統合・国見中学校
- 1958年（昭和33年）4月1日 - 上記2校を統合の上、「伊万里市立国見中学校」（現校名）となる。生徒数794名、18学級。教職員30名。
  - 統合校舎が完成するまでの間、旧・二里中学校を「西校舎」、旧・東山代中学校を「東校舎」として使用を継続。
- 1959年（昭和34年）- 統合校舎一期工事が完了し、2・3年生全員を収容。
- 1960年（昭和35年）- 統合校舎二期工事が完了し、1年生人員を収容。分散授業を解消。
- 1963年（昭和38年）- 体育館が完成。
- 1965年（昭和40年）4月1日 - 特殊学級を設置。
- 1966年（昭和41年）- 管理棟が完成。
- 1967年（昭和42年）- 完全給食を開始。
- 1973年（昭和48年）- 体育部室が完成。
- 1974年（昭和49年）- 運動場を拡張。校門を新設。
- 2007年（平成19年）- 新体育館が完成。
- 2010年（平成22年）8月 - 新校舎が完成し、移転を完了。
- 2011年（平成23年）- 新部室が完成。
- 2022年（令和4年）4月1日 - 伊万里市立滝野中学校（伊万里市立小中一貫校滝野校）を統合[2][3]。

## 交通

### 最寄りの鉄道駅
- 松浦鉄道（MR）西九州線 「川東駅」

### 最寄りのバス停留所
- 西肥自動車 「国見中学校前」バス停留所

### 最寄りの幹線道路
- 国道204号
- 国道498号

## 周辺
- 佐賀県立伊万里実業高等学校農業キャンパス（旧・佐賀県立伊万里農林高等学校）
- 大里保育園
- 西願寺
- かつては伊万里市民病院が隣接していたが、2012年（平成24年）2月末に閉院し、伊万里有田共立病院（西松浦郡有田町）に統合された。

## 参考資料
- 「伊万里市史 教育・人物編」（2003年（平成15年）3月31日発行, 伊万里市）p.407 - p.409